# 雨蛙属
雨蛙属（学名：Hyla）是一个在新、旧世界均普及广泛的无尾目樹蟾科中的一个属。其主要分布地区是南北美洲，在非洲撒哈拉沙漠以南则没有这个属的动物，在那里有生活方式类似的苇蛙科和樹蛙科。
雨蛙体长3～4厘米，上颚有齿，有趾有蹼，趾蹼发达，趾末端有吸盘，使得它们能够攀爬。舌长，可以自由活动。雄蛙咽下有外声囊，在雨天的时候，叫声特别响亮。夜晚在树叶和灌木丛中活动，吃蜘蛛和昆虫。
2005年对樹蟾科的分类进行彻底更改后雨蛙属从300多个种只剩下了约35个种。

## 下属种
截止2022年1月18日，根据 Amphibian Species of the World 中的记录本属包含17种：
- 华西雨蛙 Hyla annectans (Jerdon, 1870)
- 欧洲绿雨蛙 Hyla arborea
- 迦太基雨蛙 Hyla carthaginiensis
- 中国雨蛙 Hyla chinensis Günther, 1858
- 阿拉伯雨蛙 Hyla felixarabica
- 哈氏雨蛙 Hyla hallowellii
- 无斑雨蛙 Hyla immaculata (Boettger, 1888)
- 意大利雨蛙 Hyla intermedia
- 地中海雨蛙 Hyla meridionalis
- 莫氏雨蛙 Hyla molleri
- 东方雨蛙 Hyla orientalis
- 佩氏雨蛙 Hyla perrini
- 三港雨蛙 Hyla sanchiangensis Pope, 1929
- 撒丁雨蛙 Hyla sarda
- 萨氏雨蛙 Hyla savignyi
- 华南雨蛙 Hyla simplex Boettger, 1901
- 秦岭雨蛙 Hyla tsinlingensis Liu and Hu, 1966
- 昭平雨蛙 Hyla zhaopingensis Tang and Zhang, 1984